# 의자앉기 게임

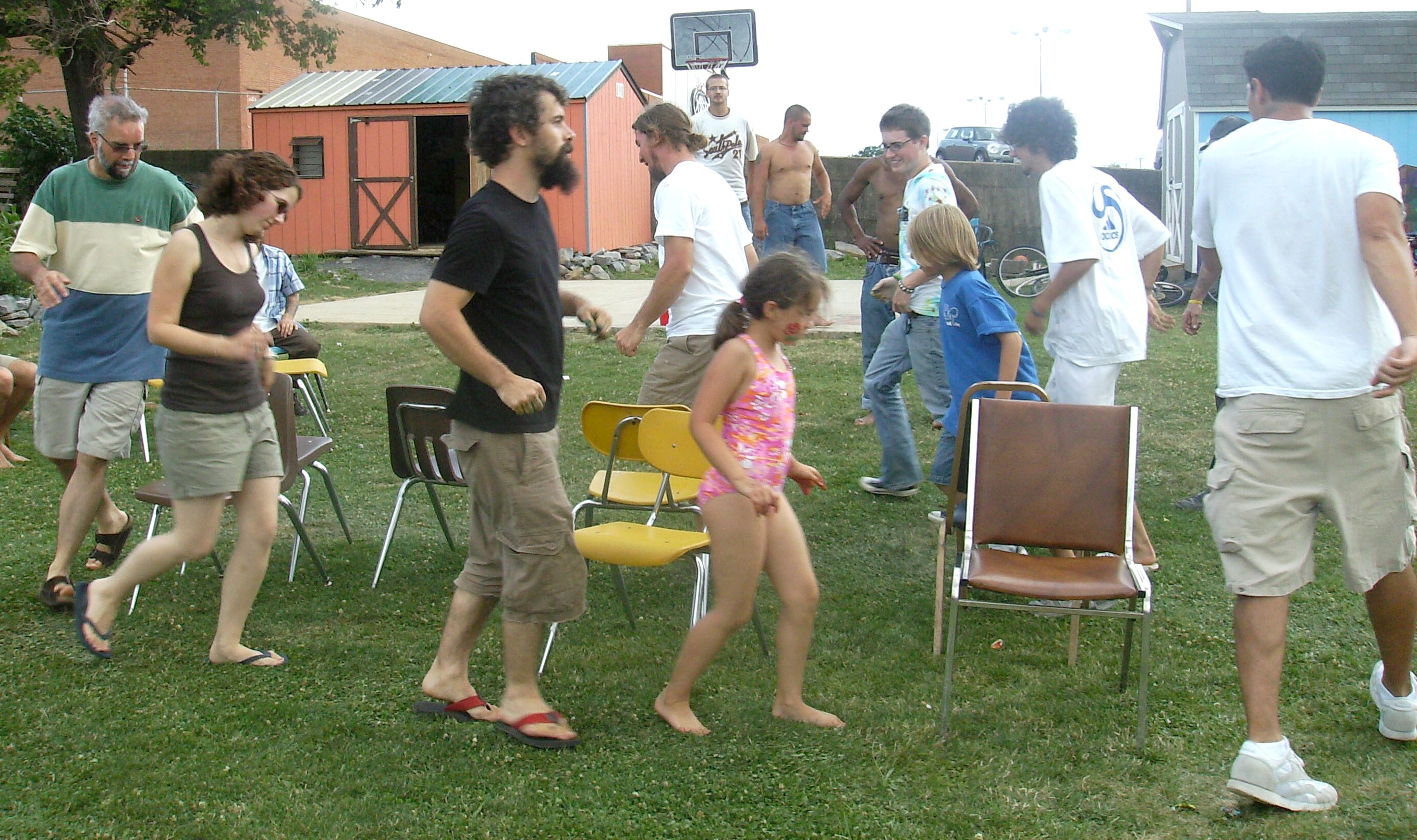
파티에서 의자앉기 게임을 즐기고 있다.

의자앉기 게임(Game of musical chairs)은   게임의 참가자인 플레이어의 수보다 한개 적은 수의 의자가 의자 바깥의 원으로 빙 둘러 서있는 플레이어들과 함께 바깥 쪽을 향하게 둥글게 배치되는 게임이다. 보통 음악은 원의 형태로 빙 둘러 서있는 플레이어가 의자 주위를 조화롭게 같은 한 방향으로 걷는 동안 연주된다. 음악이 멈추면 각 플레이어는 의자들 중 하나에 앉아야만한다. 의자를 차지하지 못하고 남은 플레이어는 게임에서 제외되어 탈락된다.  이때  의자 한개도 그 플레이어와 함께 제거되어 항상 플레이어수 보다 의자가 하나 적게 유지된다. 음악이 다시 시작되고 게임에 플레이어가 한명만 남을 때까지 이러한 사이클은 반복된다.
지역적인 상황이나 게임의 여건 또는 교육적인 목적등 다양한 의도에서  "의자앉기 게임"의 음악은 다른것으로 대체되어 지기도 하며, 때로는 의자 대신 방석 같은  대용물도 사용된다.
간혹 사회현상에대한 게임이론의 예시로 사용되기도 한다.

## 같이 보기
- 제로섬 게임
- 치킨 게임
- 비제로섬 게임